# Zhangjiagang
Koordinaten: 31° 52′ N, 120° 33′ O
Die Stadt Zhangjiagang (chinesisch 张家港市, Pinyin Zhāngjiāgǎng Shì) ist eine kreisfreie Stadt im Osten der Volksrepublik China. Sie gehört zum Verwaltungsgebiet der bezirksfreien Stadt Suzhou in der Provinz Jiangsu und liegt am Südufer des Jangtse-Unterlaufs. Sie hat eine Fläche von 772,4 km² und zählt 1.246.762 Einwohner (Stand: Zensus 2010). Hauptort ist die Großgemeinde Yangshe (杨舍镇).

## Administrative Gliederung
Auf Gemeindeebene setzt sich Zhangjiagang aus acht Großgemeinden zusammen. 

## Geschichte
Zhangjiagang ist eine relativ neu errichtete Stadt, die sich im Zuge der chinesischen Wirtschaftsreformen Mitte der 1980er Jahre von einem Dorf zur Großstadt entwickelte. Im Jahr 1994 erhielt die Stadt die zweithöchste Wirtschaftsbewertung in China mit einem Pro-Kopf-Einkommen von 1000 $ pro Jahr. Es heißt, die ländliche Bevölkerung rund um Zhangjiagang sei sogar noch wohlhabender.
1993 wurde Zhangjiagang zu einer einmalig in China vorhandenen Modellstadt ernannt. Den Haushalten wurden Broschüren verteilt, die Richtlinien für richtiges Verhalten bestimmten. Darunter befanden sich zehn Punkte, die zu vermeiden sind und sechs Anweisungen für zu beachtende Handlungen. Die Richtlinien sollten zu größerem „zivilisiertem Verhalten“ führen. Diese neuen Regeln betonten Höflichkeit, gegenseitigen Respekt und Gehorsamkeit. Aufgrund einer starken Durchsetzung dieser Regeln werden sie mittlerweile so gut befolgt, dass Besucher der Stadt häufiger die Schönheit und Sauberkeit der Stadt und die Freundlichkeit ihrer Bewohner im Vergleich zu anderen chinesischen Städten loben.
Die Regierung begann aufgrund des Erfolgs in einer, an zum „Lernen von Dazhai“ erinnernden Kampagne, Zhangjiagang zum positiven Modell der zukünftigen chinesischen Stadt zu propagieren. Damit soll möglichst das Ziel erreicht werden, China zu einem Land vieler „kleiner Singapurs“ zu machen. Insbesondere unter dem chinesischen Staatspräsidenten Jiang Zemin wurde dieses Ziel ausgegeben. Das saubere und freundliche Bild Zhangjiagangs führt dazu, dass die Stadt jährlich von bis zu 300.000 Touristen besucht wird.
Die ehemaligen Dortmunder Stahlwerke Westfalenhütte und Phoenix-Ost wurden in den Jahren 2002 und 2003 demontiert und in dem Stahlwerk Zhangjiagang wiederaufgebaut.

## Sport
In der Stadt befindet sich das 3750 Zuschauer fassende Zhangjiagang Sports Center Gym.

## Persönlichkeiten
- Yuan Qiqi (* 1995), Sprinterin
- Sheng Lihao (* 2004), Sportschütze